# Otroeda hesperia
Otroeda hesperia is een vlinder uit de familie spinneruilen (Erebidae), onderfamilie donsvlinders (Lymantriinae). De wetenschappelijke naam van deze soort is voor het eerst geldig gepubliceerd in 1779 door Cramer.
De soort komt voor in tropisch Afrika.